# 国枝慎吾
国枝慎吾 （日语： Kunieda Shingo，1984年2月21日—），日本男子轮椅网球运动员。国枝慎吾是2007年到2010年是ITF世界冠军，也是2013年-2015年，以及2018年和2020年年终单打世界排名第一，2007年年终双打世界排名第一运动员。国枝慎吾已获得过11个澳网单打冠军，8个法网冠军，1个温网冠军，8个美网冠军，总共28个大满贯单打冠军，还有22个大满贯双打冠军，是获得大满贯冠军数量最多的轮椅网球运动员，很多人认为国枝慎吾是历史上最佳轮椅网球运动员。在2007年，2009年，2010年，2014年和2015年包揽了全年的大满贯（澳网，法网和美网）轮椅网球男子单打比赛冠军（温布尔登网球锦标赛在2016年以前没有轮椅网球项目）。2007年和2008年还获得三个四大网球大师系列赛冠军。
他还代表日本队参加残奥会轮椅网球比赛，在2004年雅典残奥会获得双打金牌，在2008年北京残奥会、2012年伦敦残奥会和2020年东京残奥会上获得单打金牌。以及2个团体世界杯冠军。
国枝慎吾在三年里取得了106场比赛的连胜。2007年大师赛失利后，他的开始了连胜纪录，到2010年大师赛半决赛被斯特凡纳·乌代终结。在2012年底到2013年初，国枝慎吾连胜了44场比赛。在2014年1月到2015年12月之间，国枝慎吾又取得了77场比赛的连胜。在2015年NEC大师赛循环赛阶段，Joachim Gérard打破了这一纪录。尽管在循环赛阶段输掉了一场比赛，但国枝慎吾进入了半决赛，并进入了决赛，在决赛中他再次被Gérard击败。
国枝慎吾是一名右手球员，他最喜欢的场地是硬地。他的教练是丸山宏道（Maruyama Hiromichi）。
由于9岁时国枝慎吾发现的脊髓肿瘤，他的下半身瘫痪。他毕业于日本麗澤大學，现就职于麗澤大學。现在使用的是Ox工程公司的轮椅。

## 职业生涯

### 大满贯表现
指引：
| W | F | SF | QF | #R | RR | LQ (Q#) | A | P | Z# | PO | SF-B | F-S | G | NMS | NH | NQ |

W：冠軍；F：亞軍；SF：四強；QF：八強；#R：前四輪；RR：小組賽；LQ：止步資格賽；A：缺席；P：比赛延期；Z#：戴维斯杯/联合会杯组别赛（#表示级别）；PO：參與戴維斯盃/联合会杯附加赛；SF-B：奧運會銅牌；F-S：奧運會銀牌；G：奧運會金牌；NMS：非ATP1000大師賽系列；NH：該賽事本年度未舉行；NQ：未入圍。

#### 轮椅网球单打
| 巡回赛             | 2007     | 2008     | 2009     | 2010     | 2011     | 2012     | 2013     | 2014     | 2015     | 2016 | 2017 | 2018 | 2019 | 2020 | 2021 | 2022 | SR      | W–L |
| ------------------ | -------- | -------- | -------- | -------- | -------- | -------- | -------- | -------- | -------- | ---- | ---- | ---- | ---- | ---- | ---- | ---- | ------- | --- |
| 网球大满贯         |          |          |          |          |          |          |          |          |          |      |      |      |      |      |      |      |         |     |
| 澳大利亚网球公开赛 | W        | W        | W        | W        | W        | A        | W        | W        | W        | QF   | A    | W    | SF   | W    | SF   | W    | 11 / 14 | –   |
| 法国网球公开赛     | W        | W        | W        | W        | SF       | F        | F        | W        | W        | SF   | QF   | W    | SF   | SF   | F    | W    | 8 / 16  | –   |
| 温布尔登网球锦标赛 | 没有举行 | 没有举行 | 没有举行 | 没有举行 | 没有举行 | 没有举行 | 没有举行 | 没有举行 | 没有举行 | A    | SF   | QF   | F    | NH   | QF   |      | 0 / 4   | –   |
| 美国网球公开赛     | W        | NH       | W        | W        | W        | NH       | F        | W        | W        | NH   | QF   | F    | QF   | W    | W    |      | 8 / 12  | –   |
| 胜-负              | –        | 7–0      | 9–0      | 8–0      | 7–1      | 2–1      | 7–2      | 9–0      | 9–0      | 1–2  | 2–3  | 8–2  | 4–4  | 7–1  | 6-3  | 6-0  | 27 / 46 | –   |

## 链接
- 国枝慎吾的官方资料